# 珠斯花站
珠斯花站是位于内蒙古自治区通辽市霍林郭勒市的一个铁路车站。车站建于1981年，有通霍铁路经过该站，现办理客货运业务，车站及上下行区间均已电气化。车站距离通辽站401公里，隶属沈阳铁路局霍林郭勒车务段，是三等站。